# Nepagyrtes piriana
Nepagyrtes piriana är en skalbaggsart som beskrevs av Martins och Maria Helena M. Galileo 1998. Nepagyrtes piriana ingår i släktet Nepagyrtes och familjen långhorningar. Inga underarter finns listade i Catalogue of Life.